# Micro Bit
El Micro Bit (también conocido como BBC Micro Bit, estilizado como micro:bit) es un sistema embebido de hardware libre basado en ARM diseñado por la BBC para su uso en la educación informática en el Reino Unido. Se anunció por primera vez en el lanzamiento de la campaña Make It Digital de la BBC el 12 de marzo de 2015 con la intención de entregar 1 millón de dispositivos a los alumnos en el Reino Unido. El diseño final y sus características se dieron a conocer el 6 de julio de 2015 considerando que la entrega real de dispositivos, inicialmente prevista para septiembre de 2015 a las escuelas y octubre de 2015 para el público en general, pero finalmente empezo el 10 de febrero de 2016.
El dispositivo se describe como la mitad del tamaño de una tarjeta de crédito y tiene un procesador ARM Cortex-M0, sensores de acelerómetro y magnetómetro, conectividad Bluetooth y USB, una pantalla que consta de 25 LED, dos botones programables y puede ser alimentado por ya sea USB o una batería externa. Las entradas y salidas del dispositivo se realizan a través de cinco conectores de anillo que forman parte de un conector de borde más grande de 25 pines.

## Hardware

### v1
La placa física mide 43 mm × 52 mm y, en su primera entrega, incluyó:

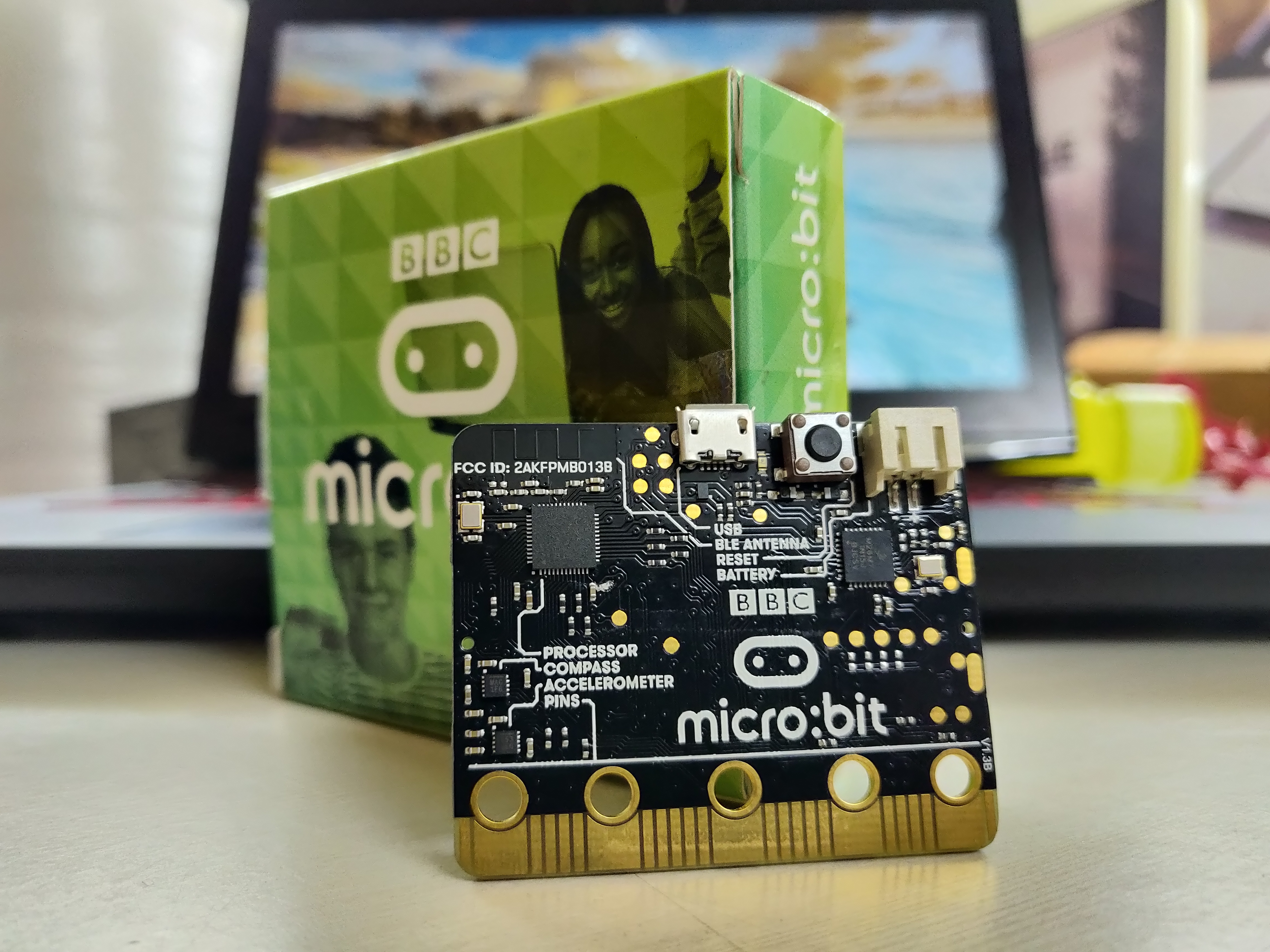
micro:bit v1 con su embalaje original detrás de éste

- Nordic nRF51822 - 16 MHz de 32 bits microcontrolador ARM Cortex-M0, 256 KB de memoria flash, 16 KB de RAM estática, 2.4 GHz Bluetooth de baja energía de red inalámbrica. El núcleo ARM tiene la capacidad de cambiar entre 16 MHz o 32.768 kHz.[2][13][14][15][16]
- NXP/Freescale KL26Z -
- NXP/Freescale MMA8652 - Acelerómetro de 3-axis con sensor a través del bus I²C.[17]
- NXP/Freescale MAG3110 - Magnetómetro de 3-axis con sensor a través del bus I²C (para actuar como brújula y detector de metales).[17]
- Conector microUSB, conector de batería, conector de ranurad 25 pines.[1][18][19]
- Pantalla que consta de 25 LED en una matriz de 5 × 5.
- Tres pulsadores táctiles (dos para aplicaciones, uno para reinicio).[20]

Las capacidades de entrada y salida (I/O) incluyen a 3 perforaciones con conexión de anillo (y otras 2 de tierra y poder) que aceptan conectores tipo caimán o de banana de 4 milímetros (Las bananas de 1/8" quizás no logren conexión buena ya que es un conector europeo). así como a 25-pin edge connector with two or three PWM outputs, six to 17 GPIO pins (dependiendo de la configuración), six analog inputs, serial I/O, SPI, and I²C. A diferencia de los primeros prototipos, que tenían una batería integral, se puede usar un paquete de baterías externas (baterías AAA) para alimentar el dispositivo como un producto independiente o portátil. Las preocupaciones de salud y seguridad, así como el costo, se dieron como razones para eliminar la batería de botón de los primeros diseños.
La documentación de diseño de hardware disponible consta únicamente del esquema y la lista de materiales distribuidos bajo la licencia Creative Commons By Attribution, no hay diseño de PCB disponible. Sin embargo, el diseño de referencia compatible de Micro:bit Educational Foundation está completamente documentado.

### v2
v2, lanzado el 13 de octubre de 2020, incluye:

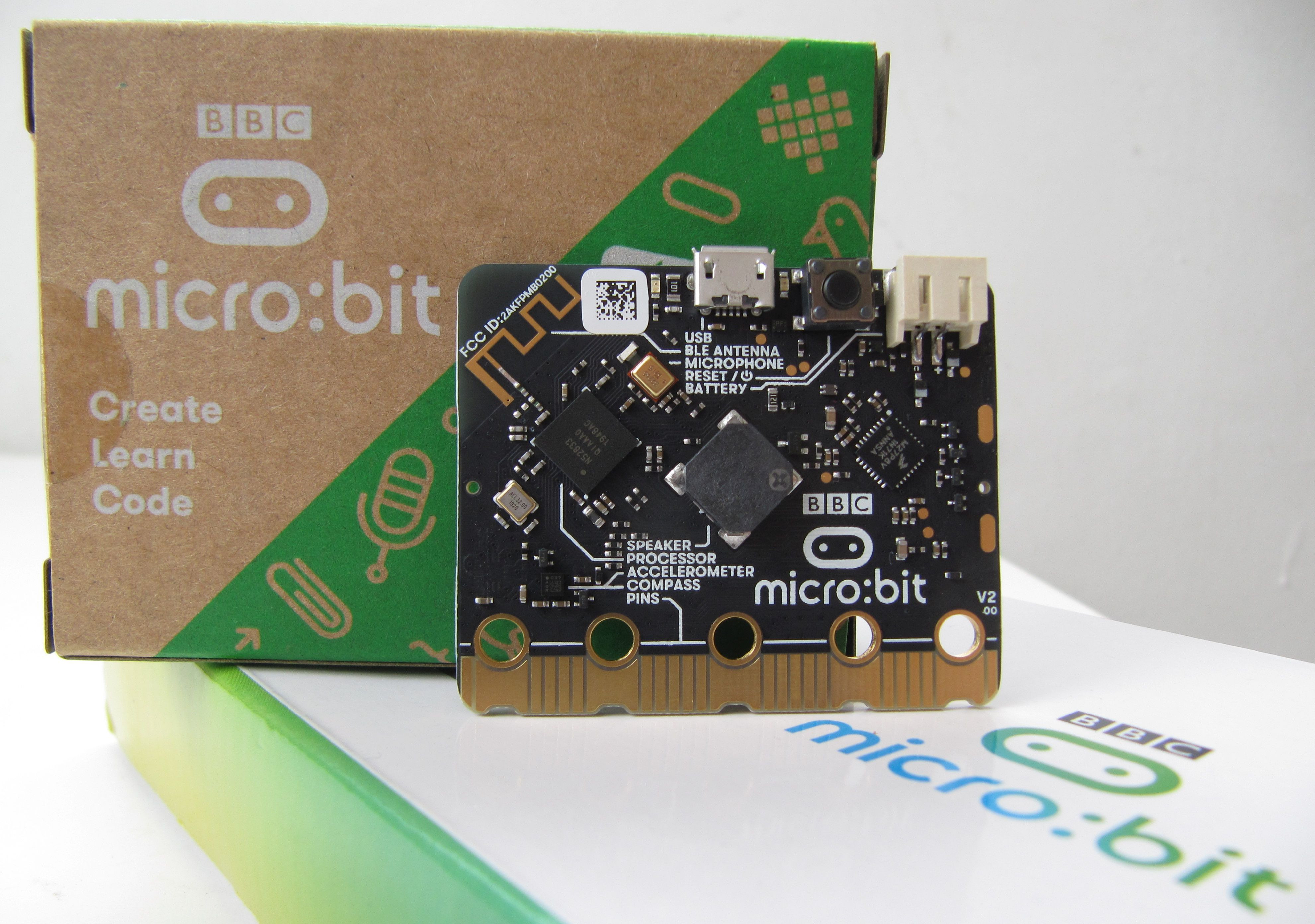
micro:bit v2 con su embalaje original detrás

- Nordic nRF52833 - 64 MHz de 32 bits en el Microcontrolador ARM Cortex-M4, 512 KB dememoria flash, 128 KB de RAM estática, 2.4 GHz Bluetooth de baja energía con red inalámbrica proporcionada por Nordic S113 SoftDevice, tiene sensor de temperatura integrado.
- NXP / Freescale KL27Z - Microcontrolador de núcleo ARM Cortex-M0+ de 48 MHz, preprogramado como un controlador USB 2.0 de velocidad completa, utilizado como interfaz de comunicación entre USB y la CPU.
- ST LSM303 o NXP FXOS8700: sensor de acelerómetro y magnetómetro combinado de 3 ejes a través del bus I²C.
- Micrófono Knowles MEMS con indicador LED incorporado.
- Altavoz magnético Jiangsu Huaneng MLT-8530.
- Conector microUSB, conector de batería JST PH, conector de borde de 25 pines.
- Pantalla compuesta por 25 leds en matriz de 5×5.
- Tres pulsadores táctiles (dos para aplicaciones, uno para reinicio) y un botón de sensor táctil.

En micro:bit v2, el botón de reinicio puede ser usado para apagar la pantalla si se mantiene durante 4 segundos.

## Software
Hay dos editores oficiales de programación de la micro:bit en el sitio web de micro:bit foundation :
- Microsoft MakeCode
- Editor de MicroPython

La experiencia de programación de Python en Micro Bit es proporcionada por MicroPython. Los usuarios pueden escribir scripts de Python en el editor web de Micro Bit que luego se combinan con el firmware de MicroPython y se descargan en el dispositivo. Los usuarios también pueden acceder al MicroPython REPL que se ejecuta directamente en el dispositivo a través de la conexión USB en serie, lo que les permite interactuar directamente con los periféricos de Micro Bit.
El Micro Bit se creó utilizando los kits de desarrollo ARM mbed. El sistema en tiempo de ejecución y la interfaz de programación utilizan el servicio de compilación en la nube mbed para compilar el código del usuario en un archivo .UF2. Luego, el código compilado se transfiere al dispositivo mediante conexiones USB o Bluetooth. El dispositivo aparece como una unidad USB cuando se conecta a una computadora, y el código se puede flashear arrastrando y soltando el archivo .UF2.
Otros editores de BBC micro:bit incluyen:
- Mu, un editor de Python.
- Thonny, un editor de Python.
- Strype un editor basado en bloques para Python
- EduBlocks, un editor basado en bloques para MicroPython.
- VittaScience Un editor online basado en bloques para Python.
- TI graphing calculators Un editor para las calculadoras TI-Nspire de Texas Instruments para Python
- Espruino, un intérprete de JavaScript.
- Scratch un editor visual basado en bloques.
- Swift Playgrounds un editor de Swift.

Otros lenguajes de programación para BBC micro:bit incluyen:
- Free Pascal ( instrucciones )
- Simulink en Matlab ( paquete de soporte de codificador de Simulink para BBC micro:bit Board ) registro de señales, ajuste de parámetros, desarrollo de código desde el editor de bloques de Simulink.
- C++ ( instrucciones )
- Forth ( instrucciones )
- Lisp ( instrucciones )
- Rust ( instrucciones )
- Ada ( instrucciones )
- Swift ( instrucciones )
- BÁSIC ( instrucciones )

Sistemas operativos que se pueden construir para BBC micro:bit:
- Zephyr: el sistema operativo ligero Zephyr viene con el archivo de parámetros requerido para poder ejecutarlo en esta placa.

## Historia

### Desarrollo
El Micro Bit fue diseñado para alentar a los niños a involucrarse activamente en la escritura de software para computadoras y en la construcción de nuevas cosas, en lugar de ser consumidores de medios. Fue diseñado para funcionar junto con otros sistemas, como Raspberry Pi, basándose en el legado de BBC con BBC Micro para la informática en la educación. La BBC planeó regalarlo a todos los niños de 7 años (11 y 12 años) en Gran Bretaña a partir de octubre de 2015 (alrededor de 1 millón de dispositivos). Antes del lanzamiento, se puso a disposición un simulador en línea para ayudar a los educadores a prepararse, y algunos maestros debían recibir el dispositivo en septiembre de 2015  Estaba previsto que el dispositivo estuviera a la venta general a finales de 2015. Sin embargo, los problemas retrasaron el lanzamiento hasta el 22 de marzo de 2016.
La BBC tuvo una decisión difícil al elegir qué grupo escolar sería el primero en recibir los Micro Bits gratuitos, y el director de aprendizaje de la BBC dijo que "la razón por la que optamos por el séptimo año [en lugar del quinto año] es que tuvo más impacto con ese grupo de edad… estaban más interesados en usarlo fuera del aula ".
La planificación del proyecto comenzó en 2012 como parte del Programa de Alfabetización Informática de la BBC, y en el momento del lanzamiento en julio de 2015, la BBC había contratado a 29 socios para ayudar con la fabricación, el diseño y la distribución del dispositivo. La BBC ha dicho que la mayoría de los costes de desarrollo corrieron a cargo de los socios del proyecto.

### Asociaciones
El desarrollo del Micro Bit es un producto de varios socios que trabajan con BBC:
- Microsoft: contribuyó con su experiencia en software y personalizó la plataforma TouchDevelop para que funcione con el dispositivo. Aloja los proyectos y el código para los usuarios del dispositivo.[32] También ha desarrollado los materiales de formación del profesorado para el dispositivo.[1]
- Universidad de Lancaster: desarrollo del tiempo de ejecución del dispositivo.
- Farnell element14: supervisión de la fabricación del dispositivo.
- Nordic Semiconductor: suministró la CPU para el dispositivo.
- Semiconductores NXP: suministró los sensores y el controlador USB.
- ARM Holdings: proporcionó hardware mbed, kits de desarrollo y servicios de compilación.[34]
- Technology Will Save Us: diseñando la apariencia física del dispositivo.[20]
- Barclays: actividades de divulgación y entrega de productos respaldados.
- Samsung: desarrolló una aplicación para Android y ayudó a conectar el dispositivo a teléfonos y tabletas.
- The Wellcome Trust: brindó oportunidades de aprendizaje para maestros y escuelas.
- ScienceScope: desarrollo una aplicaciónn para iOS y una distribución del dispositivo a las escuelas.
- Python Software Foundation: trabajó para llevar MicroPython al dispositivo, creó editores de código Python y basados en la web para principiantes, produjo numerosos recursos educativos y organizó talleres dirigidos por desarrolladores para maestros.[35][36]
- Bluetooth SIG: desarrolló el perfil Bluetooth LE personalizado.[37]
- Creative Digital Solutions: desarrollo de materiales didácticos, talleres y actividades de divulgación.[38]
- Cisco : proporcionó personal y recursos a STEMNET para ayudar con el despliegue nacional.
- Code Club : creó una serie de recursos de codificación dirigidos a niños de 9 a 11 años y se entregó a través de clubes de codificación administrados por voluntarios.
- STEMNET : proporcionó embajadores de STEM para apoyar a las escuelas y los maestros y para servir de enlace con terceros como Bloodhound SSC y Cisco .
- Kitronik: produjo y regaló 5.500 textiles electrónicos[aclaración requerida] kits para BBC micro: bit to D&T[aclaración requerida] profesores en todo el Reino Unido. Hardware diseñado como una placa de controlador de motor para permitir que el micro: bit BBC controle dispositivos como motores y servos.
- Tangent Design: creó la identidad de marca para BBC micro:bit y desarrolló el sitio web.

Un prototipo del dispositivo y del software creado por la BBC R&D, se muestra en el anuncio inicial, fue utilizado para probar la proposición en las escuelas, y para proporcionar una especificación de referencia para la asociación sobre la que construir.

### Microbit Educational Foundation
Después de la implementación exitosa de micro:bit en todo el Reino Unido, la BBC mostró el futuro de micro:bit y su adopción en otras partes del mundo a la recién formada y sin fines de lucro Microbit Education. Fundación. El anuncio se hizo el 18 de octubre de 2016 a un pequeño grupo de periodistas y educadores en Savoy Place en Londres, que incluyó una revisión del año pasado y sus planes para el futuro. La transición de la BBC a la Micro:bit Education Foundation trasladó la sede oficial de micro:bit de microbit.co.uk a microbit.org .
La BBC licenció la tecnología del hardware como hardware libre y permite que se fabrique en todo el mundo para su uso en la educación. La fundación supervisa esto.
El 2 de enero de 2018 se anunció que Gareth Stockdale de BBC Learning sucedería a Zach Shelby como CEO de Microbit Educational Foundation.

#### Microbit Reference Design
La fundación también proporciona un diseño de referencia completamente documentado de un dispositivo diferente del comercializado, pero compatible con el software, con la intención de facilitar el desarrollo y la fabricación independiente de dispositivos y productos derivados de micro:bit. El diseño de referencia es hardware libre, pero a diferencia del dispositivo comercializado que emplea una licencia CC BY 4.0, se distribuye bajo los términos de la licencia de hardware Solderpad, versión 0.51. La documentación de diseño disponible para el diseño de referencia incluye el diseño de placa de circuito y esquemático en varios formatos de la suite EDA.

### micro:bit v2
El 13 de octubre de 2020, la Fundación Educativa Micro:bit anunció una nueva versión de micro:bit. Disponible por el mismo precio que el micro:bit original y compartiendo su diseño general, micro:bit v2 incluye CPU Nordic nRF52833 (ARM Cortex-M4, 64 MHz, 128 KB de RAM, 512 KB de flash) y, además, un micrófono, un altavoz, un sensor táctil y modo de ahorro de energía.

## Lectura externa
- "Empezando Ciencia de Dato, IoT, y AI en Ordenadores de Tablero Solo: Habilidades de Núcleo y Reales-Aplicación Mundial con la BBC micro:bit y XinaBox 1.º ed. Autores" de edición: Pradeeka Seneviratne, Philip Meitiner (2020)
- "BBC micro:Recetas de bit: Aprende Programar con Microsoft MakeCode Autor" de Bloques: Pradeeka Seneviratne (2019)
- "Empezando BBC micro:mordió:Una Introducción Práctica a micro:Autor de Desarrollo" del bit: Pradeeka Seneviratne (2018) ; traducción china por Jason Liu (2019)
- "Robótica Educativa - 50 Proyectos con micro:Autor" de bit: Ernesto Martínez de Carvajal Hedrich (2018).
- "La BBC Oficial micro:Autor de Guía de Usuario" de bit: Gareth Halfacree (2017)
- "micro: Mordió en Wonderland: Oficio & de Codificación con la BBC micro:Autores"  de bit: Tracy Gardner y Elbrie de Kock (2018).
- "Empezando con la BBC Micro:Autor"  de Bit: Mike Tooley (2017)
- "Micro:Bit @– Una Guía de Inicio Rápida para Autor" de Profesores: Cuartos de Rayo (2015)